# Phacelia altotonga
Phacelia altotonga är en strävbladig växtart som beskrevs av Billie Lee Turner. Phacelia altotonga ingår i Faceliasläktet som ingår i familjen strävbladiga växter. Inga underarter finns listade i Catalogue of Life.